# Ernst Fischer (escritor)
Ernst Fischer (Komotau, 3 de julho de 1899 – Deutschfeistritz, 31 de julho de 1972), também conhecido sob os pseudônimos de Ernst Peter Fischer, Peter Wieden, Pierre Vidal e Der Miesmacher (O cara mau), foi um jornalista, escritor e político austríaco nascido na Boêmia.

## Biografia
Ernst Fischer nasceu em Komotau, Boêmia, em 1899 como filho do Coronel Imperial e Real e professor de matemática e geometria descritiva nas escolas militares, Josef Fischer e sua esposa Agnes. Ele serviu na Frente Italiana na Primeira Guerra Mundial, estudou filosofia em Graz e fez trabalho não qualificado em uma fábrica antes de trabalhar como jornalista provincial e depois no Arbeiter-Zeitung em Viena de 1927. Em 1932, casou-se com Ruth von Mayenburg. Inicialmente social-democrata, Fischer tornou-se membro do Partido Comunista da Áustria (Kommunistische Partei Österreichs ou KPÖ) em 1934, após se desiludir com a democracia liberal por não ser capaz de resistir ao fascismo.
Em 1934, depois que Fischer e sua esposa se envolveram na Guerra Civil Austríaca, tiveram que deixar a Áustria. Eles foram para a Tchecoslováquia, onde Fischer começou a trabalhar para o Comintern como editor. Em 1938, eles foram para Moscou, onde Fischer continuou trabalhando para o Comintern. Eles moravam no Hotel Lux, um hotel de luxo que havia sido construído em 1911, e foi tomado pelo Partido Comunista após a Revolução de Outubro. Após a tomada do poder por Adolf Hitler, o hotel tornou-se um refúgio para exilados comunistas, especialmente alemães. Os Fischer viveram lá de 1938 a 1945.
Quando Fischer e sua esposa chegaram ao Hotel Lux, os expurgos estalinistas ainda estavam ocorrendo e os exilados que viviam no hotel viviam em um clima de medo e terror. No outono após a chegada deles, Fischer voltou do trabalho uma noite, parecendo apavorado. Gustl Deutsch, um austríaco que havia sido preso e encarcerado, conseguiu contrabandear para ele uma nota para alertá-lo sobre o perigo que Fischer enfrentava. Sob tortura, Deutsch denunciou Fischer como envolvido em uma conspiração contra a vida de Stalin. Embora as acusações fossem completamente falsas, ao ser acusado, Fischer corria grave perigo e imediatamente procurou a ajuda de Georgi Dimitrov, um dos líderes do Comintern. Dimitrov respondeu: "Eu poderei salvar você, mas os outros...?”
Após a guerra, Fischer permaneceu uma figura importante no KPÖ até 1969. Ele serviu como ministro comunista da informação no primeiro governo pós-guerra de Renner (27 de abril de 1945 - 20 de dezembro de 1945). Ele publicou artigos no Weg und Ziel, jornal mensal do KPÖ.
Fischer e sua esposa se divorciaram em 1954.
Seu livro, Erinnerungen und Reflexionen ("Memórias e Reflexões"), foi lançado na mesma época em que o livro de sua ex-esposa foi lançado, Blaues Blut und rote Fahnen. Revolutionäres Frauenleben zwischen Wien, Berlin und Moskau ("Sangue Azul e Bandeiras Vermelhas. Vida feminina revolucionária entre Viena, Berlim e Moscou"). Os dois livros cobrem o mesmo período.
Fischer é particularmente famoso no Ocidente por seu livro A Necessidade da Arte (1959). Neste, Fischer pegou muitos dos conceitos comuns da teoria artística marxista até aquele ponto - arte como trabalho, coletivo versus individual, formalismo e realismo socialista - e os desenvolveu em um amplo ensaio sobre a história da arte, da magia e da religião aos românticos, o realismo crítico e a arte a serviço da construção do socialismo (criticamente) e não apenas para propaganda estatal.
O livro influenciou muitos escritores desde o final dos anos 1950, em particular Kenneth Tynan e John Berger. Berger escreveu uma nova introdução para a edição recente da Verso Books.
Fischer morreu em 31 de julho de 1972 em Deutschfeistritz.

## Obras literárias destacadas
- Krise der Jugend. 1931
- Freiheit und Diktatur. 1934
- Die Entstehung des österreichischen Volkscharakters. 1944
- Franz Grillparzer. 1948
- Roman em Diálogo. 1955 (com Louise Eisler)
- Von der Notwendigkeit der Kunst. 1959 (tradução para o português: A Necessidade da Arte)
- Kunst und Koexistenz: Beitrag zu einer modernen marxistischen Ästhetik. 1967
- Marx foi wirklich sagte. 1968 (traduzido para Como Ler Marx)
- Erinnerungen und Reflexionen. 1969
- Das Ende einer Illusion. 1973
- Von Grillparzer zu Kafka. 1975
- Born in Austria